# Tectaria sinuata
Tectaria sinuata är en ormbunkeart som först beskrevs av Jacques-Julien Houtou de La Billardière, och fick sitt nu gällande namn av Carl Frederik Albert Christensen. Tectaria sinuata ingår i släktet Tectaria och familjen Tectariaceae. Inga underarter finns listade.